# Gran Premi de San Marino de 1994
Resultats del Gran Premi de San Marino de 1994 disputat a l'Autodromo Enzo e Dino Ferrari l'1 de maig del 1994.

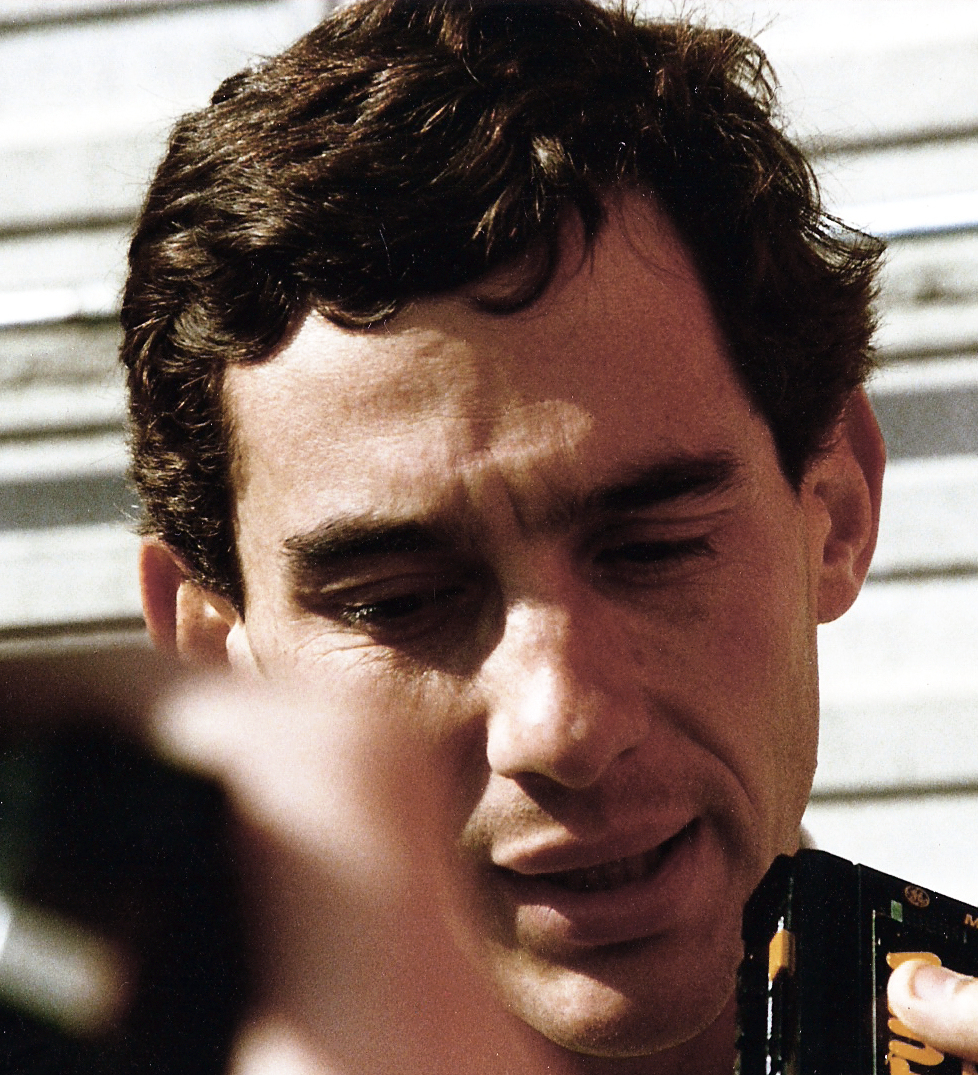
La mort d'Ayrton Senna a la cursa va canviar per sempre la Fórmula 1

## Història
Aquest Gran Premi serà sempre recordat per les morts de Roland Ratzenberger i sobretot d'Ayrton Senna.
Aquestes morts van fer canviar per sempre les mesures de seguretat a la Fórmula 1, provocant moltes remodelacions i canvis a tots els circuits de les curses, eliminant murs de protecció, canviant el recorregut per fer els circuits més lents i posant escapatòries on fos possible.

## Classificació
| Pos | No | Pilot                 | Equip                 | Voltes | Temps/ Retirada                    | Pos. de sortida | Punts |
| --- | -- | --------------------- | --------------------- | ------ | ---------------------------------- | --------------- | ----- |
| 1   | 5  | Michael Schumacher    | Benetton - Ford       | 58     | 1h 28' 29. 3                       | 2               | 10    |
| 2   | 27 | Nicola Larini         | Ferrari               | 58     | + 54.942 s                         | 6               | 6     |
| 3   | 7  | Mika Häkkinen         | McLaren - Peugeot     | 58     | + 1' 10.679 min.                   | 8               | 4     |
| 4   | 29 | Karl Wendlinger       | Sauber - Mercedes     | 58     | + 1' 13.658 min.                   | 10              | 3     |
| 5   | 3  | Ukyo Katayama         | Tyrrell - Yamaha      | 57     | + 1 Volta                          | 9               | 2     |
| 6   | 0  | Damon Hill            | Williams - Renault    | 57     | + 1 Volta                          | 4               | 1     |
| 7   | 30 | Heinz-Harald Frentzen | Sauber - Mercedes     | 57     | + 1 Volta                          | 7               |       |
| 8   | 8  | Martin Brundle        | McLaren - Peugeot     | 57     | + 1 Volta                          | 13              |       |
| 9   | 4  | Mark Blundell         | Tyrrell - Yamaha      | 56     | + 2 Voltes                         | 12              |       |
| 10  | 12 | Johnny Herbert        | Lotus - Mugen - Honda | 56     | + 2 Voltes                         | 20              |       |
| 11  | 26 | Olivier Panis         | Ligier - Renault      | 56     | + 2 Voltes                         | 19              |       |
| 12  | 25 | Éric Bernard          | Ligier - Renault      | 55     | + 3 Voltes                         | 17              |       |
| 13  | 9  | Christian Fittipaldi  | Footwork - Ford       | 54     | Virolla                            | 16              |       |
| Ret | 15 | Andrea de Cesaris     | Jordan - Hart         | 49     | Virolla                            | 21              |       |
| Ret | 24 | Michele Alboreto      | Minardi - Ford        | 44     | Rodes                              | 15              |       |
| Ret | 10 | Gianni Morbidelli     | Footwork - Ford       | 40     | Motor                              | 11              |       |
| Ret | 23 | Pierluigi Martini     | Minardi - Ford        | 37     | Virolla                            | 14              |       |
| Ret | 31 | David Brabham         | Simtek - Ford         | 27     | Virolla                            | 24              |       |
| Ret | 34 | Bertrand Gachot       | Pacific - Ilmor       | 23     | Motor                              | 25              |       |
| Ret | 19 | Olivier Beretta       | Larrousse - Ford      | 17     | Motor                              | 23              |       |
| Ret | 28 | Gerhard Berger        | Ferrari               | 16     | Suspensions                        | 3               |       |
| Ret | 2  | Ayrton Senna          | Williams - Renault    | 5      | Accident mortal a la cursa         | 1               |       |
| Ret | 20 | Érik Comas            | Larrousse - Ford      | 5      | Vibracions                         | 18              |       |
| Ret | 6  | Jyrki Järvilehto      | Benetton - Ford       | 0      | Accident                           | 5               |       |
| Ret | 11 | Pedro Lamy            | Lotus - Mugen - Honda | 0      | Accident                           | 22              |       |
| NVS | 32 | Roland Ratzenberger   | Simtek - Ford         |        | Accident mortal a la classificació | 26              |       |
| NVQ | 14 | Rubens Barrichello    | Jordan - Hart         |        | Accident als entrenaments          | -               |       |
| NVQ | 33 | Paul Belmondo         | Pacific - Ilmor       |        |                                    | -               |       |

## Altres
- Pole: Ayrton Senna 1' 21. 548
- Volta ràpida: Damon Hill 1' 24. 335 (a la volta 10)
- Roland Ratzenberger i Ayrton Senna van patir accidents mortals que els van incloure a la llista de Pilots de Fórmula 1 morts en accident.[1][2]